# 新町口站
新町口站（日语：／ Shinmachiguchi eki */?）是位於富山縣射水市中央町，萬葉線的電車站。

## 電車站構造
電車站是地面車站，設有2面1線的相對式月台。兩月台沒有上蓋。曾經此站設有車站大樓和職員會在站內當值。

## 歷史
- 1955年10月14日：富山地方鐵道射水線車站啟用。
- 1966年4月5日：隨著建設富山新港（日语：伏木富山港）築港工程，射水線分斷，包含此站部分射水線路段轉讓給加越能鐵道，成為新湊港線車站。
- 2002年4月1日：轉讓路線給萬葉線[2]。
- 2024年9月28日：可使用ICOCA及全國通用IC卡付款[3]。

## 電車站周邊
附近為新湊的觀樂街，有許多餐廳。
- 高周波文化會堂（射水市新湊中央文化會館）
- 射水警署（日语：射水警察署）奈古之浦交番
- 國道415號（日语：国道415号）

## 相鄰電車站
萬葉線
■萬葉線（新湊港綫）
十字灣前－新町口－中新湊

## 外部連結
- 萬葉線新町口站上行 （页面存档备份，存于）及下行 （页面存档备份，存于）時間表（日語）